# Fokker 100
O Fokker 100 (modelo F.28 MK 0100, tipo ICAO F100) é um avião comercial bimotor a jato, de médio porte, projetado e construído pela fabricante holandesa Fokker para atender pedidos de companhias aéreas que atuam no mercado de transporte aéreo doméstico e regional.

## História
Com desenho baseado no antecessor Fokker F28, foi lançado em 1983, juntamente com o turboélice Fokker 50, com o primeiro voo o ocorrido em 1986   .
Em relação ao Fokker F28, as principais mudanças estão na fuselagem bem mais alongada, que acomoda cerca de 108 passageiros com razoável conforto, a aviônica sofisticada e a econômica motorização Rolls-Royce Tay 650, com reduzido nível de ruído, dentro do limite Stage III, e cerca de 15 000 libras de potência individual para a decolagem.
A boa combinação de asas retas e motores turbofan potentes e econômicos resultou numa aeronave ideal para operar em aeroportos com pistas de médio tamanho, dando o conforto e a velocidade de um avião a jato aos passageiros da aviação regional. Em função disso, o Fokker 100 foi um sucesso de vendas da companhia holandesa.

##### Design e Desenvolvimento

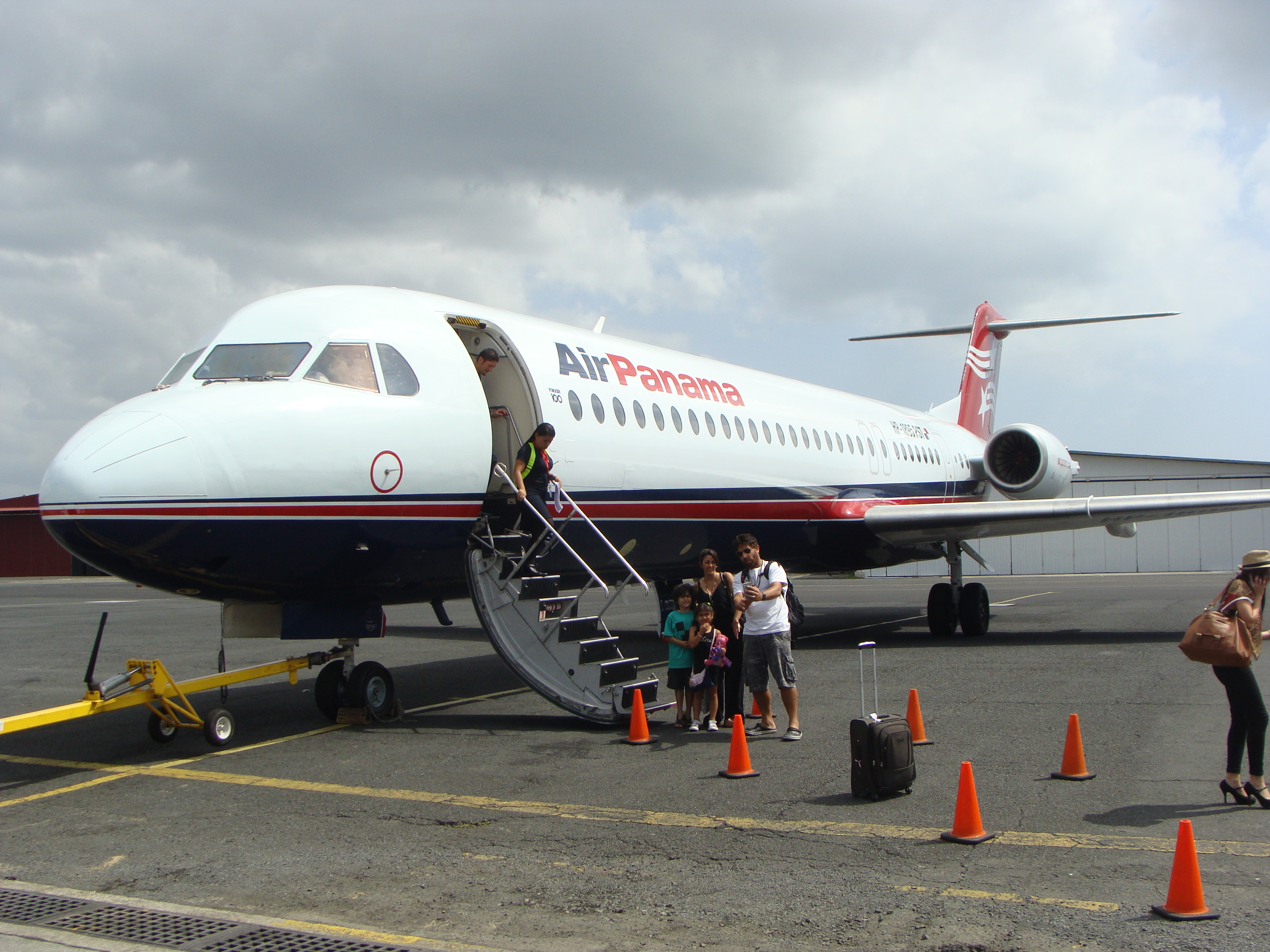
Fokker 100 da Air Panama. A porta também serve como escada.

O desenho do Fokker 100 foi anunciado em 1983, em substituição atualizada do já defasado jato comercial F28 Fellowship. Apesar da maioria das partes entre as duas aeronaves serem diferentes, o Fokker 100 foi certificado pela FAA - Federal Aviation Administration como Fokker 28-0100. A distinção mais notável foi a fuselagem consideravelmente mais longa, que aumentou o número de assentos em 65%, indo de 65 nas séries originais do F28, para cerca de 108 em classe única, com assentos triplos e duplos.
A Fokker também introduziu uma asa redesenhada para o 100, que garantia um ganho em eficiência de até 32% nos voos de cruzeiro. A fabr8cante optou pelos econômicos e modernos motores turbofan Rolls-Royce Tay, enquanto a cabine foi aperfeiçoada com um pacote de instrumentos EFIS (navegação por instrumentos).
A aeronave apresenta motores montados na fuselagem e cauda em "T", semelhante aos modelos da  família DC-9, MD-80 e MD-90, da norte-americana McDonnell Douglas. Diferente de seu antecessor, não possui janelas acima da cabine de comando, conhecidas como "eyebrow windows".
Dois protótipos foram construídos - o primeiro, PH-MKH, voou sua primeira vez em 30 de novembro de 1986 e o segundo, PH-MKC, em 25 de fevereiro de 1987. O certificado de tipo foi alcançado em novembro de 1987. As primeiras entregas dos motorizados com o TAY620-15 se iniciaram para a Swissair em fevereiro de 1988. A American Airlines utilizou 75 aeronaves, a TAM utilizou cerca de 50 aeronaves e a US Airways outras 40. Foram essas  grandes empresas as principais clientes da Fokker na década de 1990 e os maiores operadores do Fokker 100,  todos com motores TAY650-15.

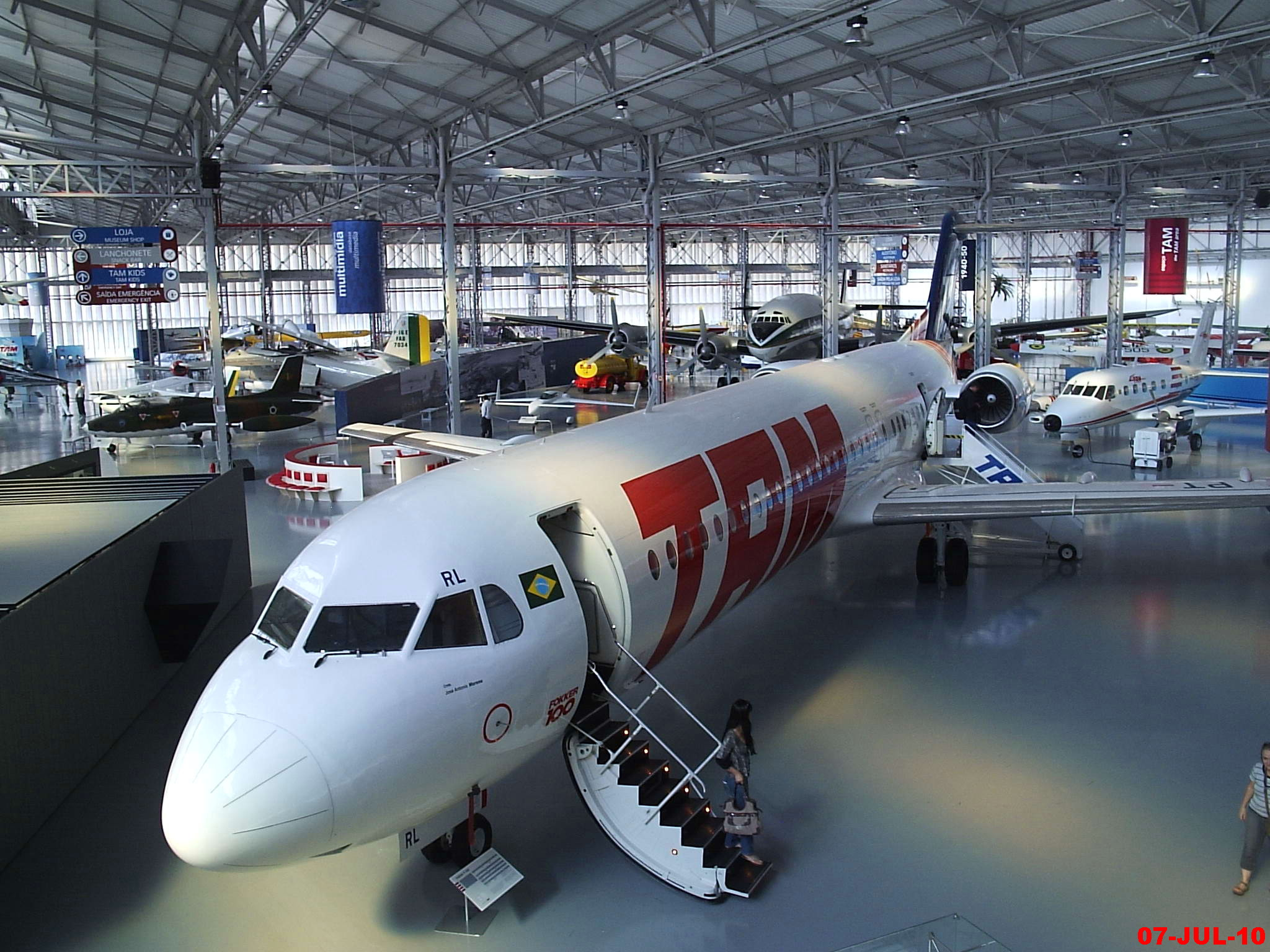
Fokker 100 exposto no Museu TAM

No ano de 1991 foram produzidas 70 unidades, com mais de 230 pedidos. Uma versão ER (Extended Range), com tanques adicionais nas asas, foi introduzida em 1993, e outra versão de mudança rápida entre passageiros e cargueiro em 1994, denominado 100QC.
Um modelo derivado mais curto do Fokker 100, chamado pela empresa de Fokker F-70, foi apresentado em 1993 como um substituto do seu irmão mais velho, F28, com a remoção de 4,70 m (15,42 ft), dando-lhe uma capacidade máxima de 80 assentos.
Estudos para um provável Fokker 130, com 130 assentos e o Fokker 100QC (cargueiro) não alcançaram estágios mais avançados de desenvolvimento. Um Fokker 100EJ (Executive Jet) foi introduzido em 2003, como uma conversão de aeronaves Fokker 100 usadas.

##### Falência da Fokker e fim do projeto

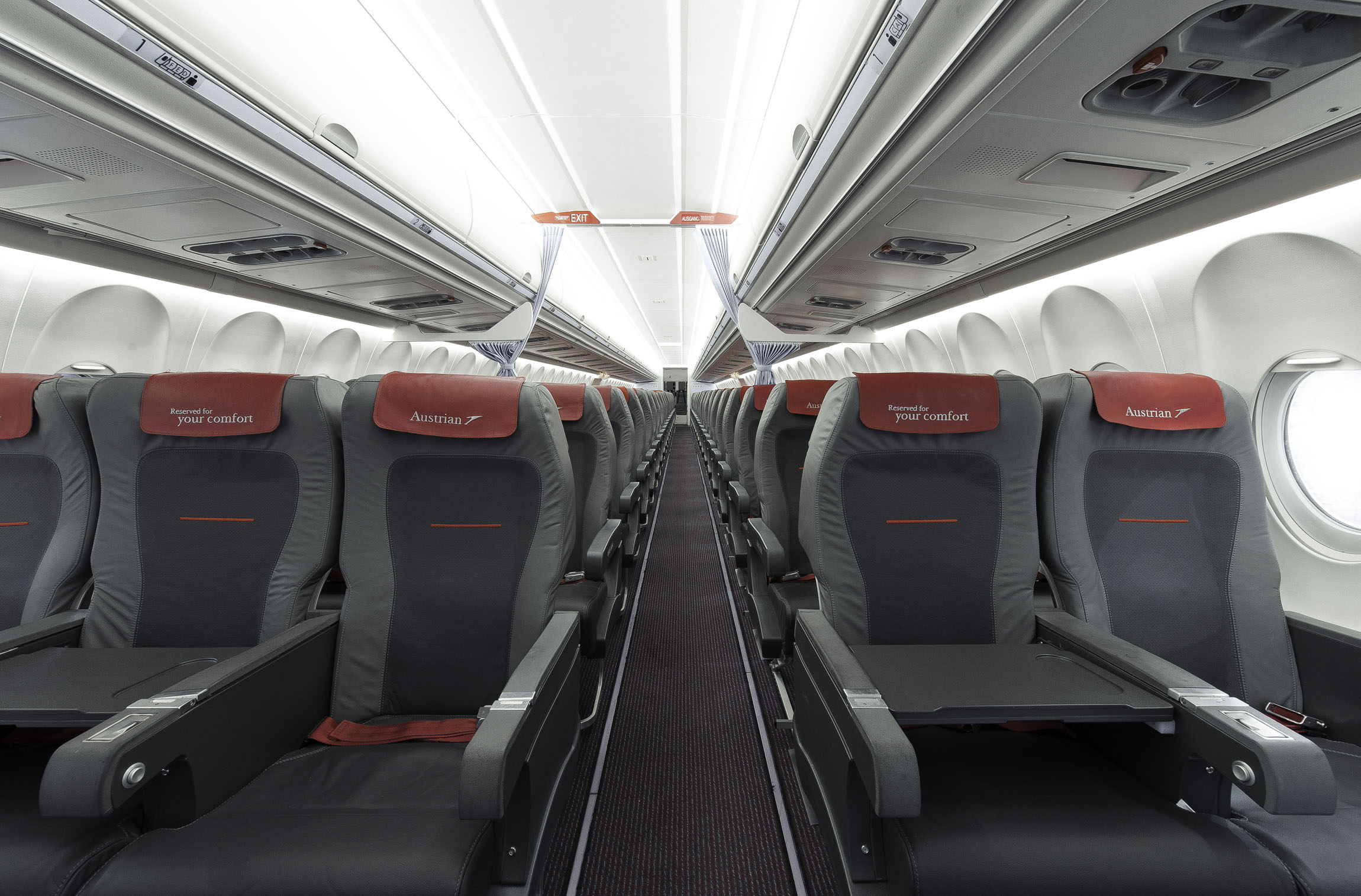
Interior de um Fokker 100 na configuração 3-2.

Apesar de o desenho ter sido um sucesso no mercado, a Fokker continuou perdendo dinheiro por má administração, o que fez sua controladora Daimler Benz Aerospace decidir por seu fechamento em 1996, encerrando a produção de aeronaves no final de 1997. Havia alguma discussão sobre a empresa ser comprada pela Bombardier, mas os planos não se concretizaram.
Baseado em Schiphol, nas proximidades de Amsterdã, o grupo holandês Rekkof Restart foi criado com o objetivo de reiniciar a produção dos Fokker 70 e 100, mas após não obter o financiamento necessário, o grupo foi rebatizado para Next Generation Aircraft (ou abreviadamente NG Aircraft) e pretende lançar uma nova versão do Fokker 100, denominada F-120NG, em que "NG" é alusão a Next Generation ("próxima geração").

## Especificações
O Fokker 100 foi produzido em duas versões: Tay 620 e Tay 650:
|                                 | Fokker 100 Tay 620                                             | Fokker 100 Tay 650                                             |
| ------------------------------- | -------------------------------------------------------------- | -------------------------------------------------------------- |
| Tripulação Técnica              | Dois                                                           | Dois                                                           |
| Capacidade de Assentos          | 122 (1 classe - máximo) 107 (1 classe - típico) 97 (2 classes) | 122 (1 classe - máximo) 107 (1 classe - típico) 97 (2 classes) |
| Comprimento                     | 35,53 m                                                        | 35,53 m                                                        |
| Envergadura                     | 28,08 m                                                        | 28,08 m                                                        |
| Área de Asa                     | 93,5 m²                                                        | 93,5 m²                                                        |
| Altura                          | 8,50 m                                                         | 8,50 m                                                         |
| Diâmetro da Fuselagem           | 3,30 m                                                         | 3,30 m                                                         |
| Largura da Cabine               | 3,10 m                                                         | 3,10 m                                                         |
| Altura da Cabine                | 2,01 m                                                         | 2,01 m                                                         |
| Peso Básico Operacional         | 24 375 quilogramas (53 738 lb)                                 | 24 541 quilogramas (54 104 lb)                                 |
| Peso Máximo de Decolagem (MTOW) | 43 090 quilogramas (94 997 lb)                                 | 45 810 quilogramas (100 994 lb)                                |
| Carga Paga                      | 11 242 quilogramas (24 784 lb)                                 | 11 993 quilogramas (26 440 lb)                                 |
| Velocidade Máxima de Cruzeiro   | 845 km/h (525 mph, 456 nós), Mach 0,77                         | 845 km/h (525 mph, 456 nós), Mach 0,77                         |
| Alcance                         | 1 323 nm (2 450 km)                                            | 1 710 nm (3 170 km)                                            |
| Pista Necessária                | 1 520 m                                                        | 1 621 m                                                        |
| Capacidade de Combustível       | 13 365 L                                                       | 13 365 L                                                       |
| Teto Operacional                | 35 000 pés (11 000 m)                                          | 35 000 pés (11 000 m)                                          |
| Motorização (2x)                | Rolls-Royce Tay Mk 620-15                                      | Rolls-Royce Tay Mk 650-15                                      |
| Potência                        | 13 850 lbf (61,6 kN)                                           | 15 100 lbf (67,2 kN)                                           |

## Utilização no Brasil

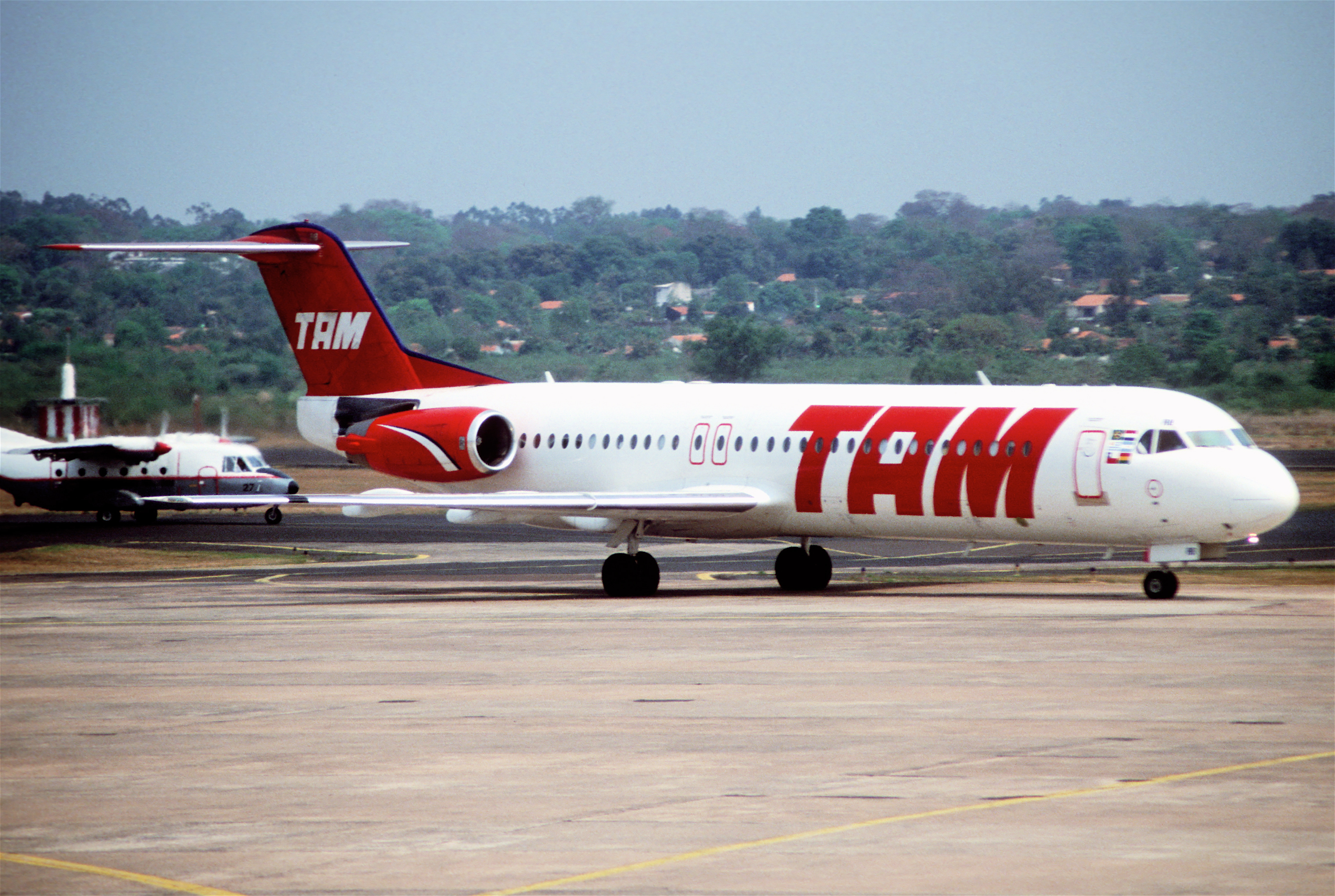
Fokker 100 da TAM.

A primeira companhia aérea a utilizar o Fokker 100 no Brasil foi a TAM Linhas Aéreas, que soube aproveitar bem a aeronave após a proibição de grandes aviões nos aeroportos centrais do Rio de Janeiro e São Paulo na década de 1980, o que fez do modelo o único jato da frota brasileira apto a operar no mais movimentado e lucrativo trecho do país: a ponte-aérea Rio São Paulo.
Também era a única companhia regional a utilizar jatos em aeroportos pequenos, o que a diferenciava das demais, chegando a contar com 50 aeronaves em sua frota ativa.

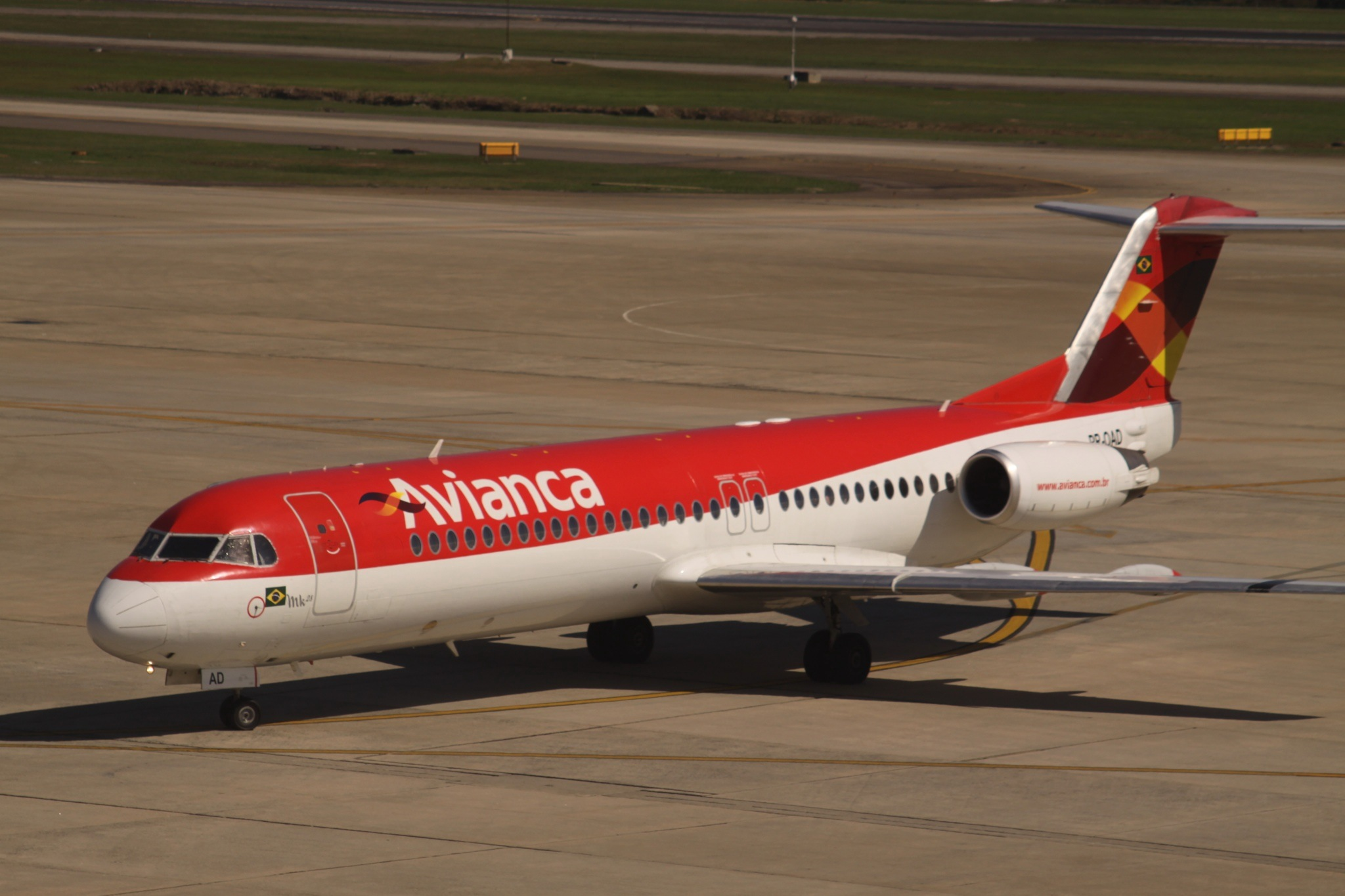
Fokker 100 da Avianca Brasil.

Com a crise nas companhias tradicionais, a TAM logo se transformou na maior empresa brasileira de aviação e, após sua rápida internacionalização, viu-se obrigada a renovar e ampliar a frota, escolhendo para isso a família Airbus, o que fez com que paulatinamente aposentasse os aviões holandeses que a ajudaram a se tornar uma gigante no setor.
A partir de 2006, a Avianca Brasil (antiga Ocean Air) passou a utilizar unidades de segunda-mão adquiridas da norte-americana American Airlines. Os aviões foram rebatizados MK-28.
Outra companhia que operou o tipo, duas aeronaves que acabaram na frota da TAM, foi a extinta TABA
No dia 24 de novembro de 2015 o Fokker 100 se despediu do Brasil, quando a Avianca Brasil fez seu último voo com o modelo.

## Operadores e ex-operadores
Em 2013, 157 aeronaves Fokker 100 continuavam em operação em diversas empresas mundo afora:
- África:
  -  Compagnie Africaine d'Aviation
  -  IRS Airlines
  -  Kush Air
- Ásia, Austrália e Médio Oriente:
  -  Air Bagan
  -  Air Niugini
  -  Alliance Airlines
  -  Bek Air
  -  InvestAvia Airline
  -  Iran Air
  -  Iran Aseman Airlines
  -  Iranian Naft Airlines
  -  Kish Air
  -  Network Aviation Australia
  -  Pelita Air Service
  -  Qeshm Airlines
  -  Transwisata Air
  -  Virgin Australia Regional Airlines
- Europa:
  -  Carpatair
  -  Excellent Air
  -  Helvetic Airways AG
  -  Moldavian Airlines
  -  Montenegro Airlines
  -  Trade Air
  -  Tyrolean Airways
- Américas:
  -  Air Panama
  -  Dutch Antilles Express

Ex-operadores do Fokker 100:[carece de fontes?]
- Air Berlin
- Air Gabon
- Air Greece
- Air Europe
- American Airlines
- Avianca Brasil
- CCM Airlines
- EUjet
- Flight West Airlines
- Germania
- Girjet
- Jetsgo
- Korean Air
- Mais Linhas Aereas
- MALEV
- Mandarin Airlines
- Mexicana de Aviación
- Midway Airlines
- Palair Macedonian Airlines
- PGA - Portugália Airlines
- Swissair
- TAM Airlines (Paraguai)
- TABA
- TAM Linhas Aéreas
- TAT European Airlines
- US Airways

## Acidentes
Há registros de 30 acidentes envolvendo o modelo Fokker 100 entre 1987 e 2019, dentre os quais em 12 houve perda total (hull loss) da aeronave.
- Voo Palair Macedonian Airlines 301 - em 5 de março de 1993, um voo que seguia de Escópia para Zurique caiu logo após a decolagem devido a acúmulo de gelo nas asas.[carece de fontes?]

- Voo TAM 402 - em 31 de outubro de 1996 um voo da brasileira TAM que partia de Caxias do Sul em direção a Recife, na escala entre São Paulo e Rio de Janeiro caiu logo após a decolagem próximo ao Aeroporto de Congonhas, o acidente resultou na perda de 99 vidas: todos os 96 ocupantes do avião mais 3 pessoas no solo. É o acidente aéreo com mais mortes envolvendo um avião Fokker 100.[9]

- Voo Bek Air 2100[13] - em 27 de dezembro de 2019, com mais de 90 passageiros e 5 tripulantes, caiu no Cazaquistão deixando 12 mortos. O acidente aconteceu logo após a decolagem, quando a aeronave perdeu altitude, atravessou um muro de concreto e atingiu uma casa de dois andares.
- Em 28 de março de 2014, um Fokker 100 da brasileira Avianca declarou emergência e realizou um "pouso de nariz"[nota 3] no Aeroporto Internacional de Brasília, devido a uma falha no acionamento do trem de pouso dianteiro ("trem de nariz"). O voo 6393 seguia de Petrolina para Brasília com 44 passageiros e 5 tripulantes a bordo. Não houve feridos.[10][11]